# Peliala hemonalis
Peliala hemonalis là một loài bướm đêm trong họ Erebidae.